# Battaglia di Caldiero (1796)
La battaglia di Caldiero del 12 novembre 1796 fu una delle poche vittorie riportate dagli austriaci, nell'occasione guidati dal generale Joseph Alvinczy von Berberek, contro l'esercito francese di Napoleone Bonaparte durante la campagna d'Italia del 1796-1797. La battaglia fu parte di una serie di azioni che si conclusero con la sconfitta austriaca ad Arcole qualche giorno dopo.

## Premesse
Il 2 novembre 1796, il Feldzeugmeister Alvinczy lanciò un terzo tentativo di rompere l'assedio di Mantova (dove resistevano 23 700 austriaci comandati da Wurmser) attraversando il fiume Piave con un esercito di 28 000 soldati diretti ad ovest. Allo stesso tempo, altri 18 000 austriaci guidati da Davidovich mossero verso Trento. Per fronteggiare queste due minacce, Bonaparte dispiegò una divisione di Vaubois contro Davidovich a nord e un'altra di Masséna a Bassano del Grappa; in riserva vennero lasciati 8 300 soldati di Augereau a Verona e altri 4 300 in altri luoghi. Kilmaine rimase invece con 8 800 a bloccare Würmser.
Il 6 novembre, Bonaparte e 19 500 soldati francesi, inclusi i generali Masséna, Augereau e una brigata della riserva, ingaggiarono Alvinczy nella seconda battaglia di Bassano, ma furono costretti alla ritirata dalle sue numericamente superiori divisioni. I francesi persero 3 000 tra morti, feriti e prigionieri, mentre gli austriaci ebbero circa 2 800 perdite. Il giorno successivo, 7 novembre, Davidovich sbaragliò Vaubois a Calliano causandogli 4 400 perdite a fronte di 3 500 austriaci fuori combattimento. Bonaparte focalizzò allora la sua attenzione a nord e ritirò alcune truppe su Verona; Davidovich invece rimase inattivo perché convinto che Masséna stesse per rinforzare Vaubois.
Per l'11 novembre le avanguardie di Alvinczy erano entrate a Caldiero, 15 km ad est di Verona. Convinto che Verona fosse stata evacuata, il generale austriaco Hohenzollern-Hechingen si spinse avanti ma venne fermato dalle forze di Masséna ed Augereau che lo spinsero a nord di Caldiero. Bonaparte decise di attaccare gli austriaci il giorno seguente.

## Le forze in campo
Francesi:
Comandante in capo: Napoleone Bonaparte
- Divisione Augereau, su:

13.e Demi-Brigade de ligne (3 battaglioni)
64.e Demi-Brigade de ligne(3 battaglioni)
69.e Demi-Brigade de ligne (3 battaglioni)
- Divisione Massena, su:

19.e Demi-Brigade de ligne (3 battaglioni)
85.e Demi-Brigade de ligne(3 battaglioni)
93.e Demi-Brigade de ligne (3 battaglioni)
- aliquote di cavalleria

Forza totale: 24000 uomini
Austriaci:
Comandante in capo: Feldzugmeister Barone Allvintzy 
- Corpo del Friuli, su:

Infanterie Regiment Hoch und Deutchmeister N.4 (2 battaglioni)
Infanterie Regiment Kinsky N.36 (3º battaglione)
Infanterie Regiment Nadasdy N.39 (2 battaglioni)
Infanterie Regiment Joseph Colloredo N.57 (2º battaglione)
Grenz-Infanterie Regiment Warasdiner (4º battaglione)
Grenz-Infanterie Regiment Cārlstadt (7º ed 8º battaglione)
Grenz-Infanterie Regiment Banalisten (2º, 3º e 4º battaglione)
Grenz-Infanterie Regiment Banater (2º, 4º, 5º e 6º battaglione)
Husaren Regiment Wurmser N.8 (2 squadroni)
Husaren Regiment Erdödy N.11 (4 squadroni)
Ulhanen Regiment Mészáros N.10 (4 squadroni)
Forza totale: 12000 uomini

## La battaglia
Bonaparte inviò un totale di 13 000 uomini ad attaccare le posizioni di Hohenzollern-Hechingen. Masséna puntò verso il fianco destro austriaco ed Augereau su quello sinistro, ma le postazioni austriache resistettero. A mezzogiorno, sotto una fitta pioggia che persisteva dal mattino, Masséna aveva fatto progressi sul suo fronte, ma nel pomeriggio gli austriaci ricevettero in rinforzo le brigate di Adolf Brabek e Anton Schubirž che, assieme al generale Giovanni Provera, ricacciarono i francesi a Verona entro il calar della notte.
I francesi persero 1 000 uomini tra morti e feriti, più altri 800 catturati assieme a due pezzi di artiglieria. Gli austriaci contarono 950 tra morti e feriti e 350 prigionieri. Bonaparte prese in considerazione la ritirata dietro al fiume Adda abbandonando l'assedio di Mantova, ma le esitazioni del nemico lo convinsero ad attaccarlo nuovamente, avendone ragione, dal 15 novembre al 17 novembre ad Arcole.